# Lake Coleridge
Lake Coleridge (Maori :Whakamatua) ist ein See glazialen Ursprungs im Selwyn District in der Region Canterbury auf der Südinsel Neuseelands. Er befindet sich 35 nordwestlich von Methven, hat eine Fläche von 47 km² und eine Tiefe von bis zu 200 m.
Der See ist in eines der frühesten und des ersten staatlichen Wasserkraftprojektes Neuseelands eingebunden. Dieses macht sich den Höhenunterschied des Sees zum 170 m tiefer gelegenen Rakaia River im Norden des Sees nutzbar. Das Projekt wurde am 25. November 1914 fertiggestellt.
Durch Nachzug der Frauen der bis zu 400 am Bau der Wasserkraftanlagen Beschäftigten entstand am See die Siedlung Cooleridge Village.
Neben natürlichen Zuflüssen wird ein Teil der in den Rakaia mündenden Flüsse Harper und Wilberforce River über den See umgeleitet.
Für die Māori war der See wegen seines Reichtums an Aalen und Fischen ein wichtiger Zwischenstopp auf ihren Reisen über die Neuseeländische Alpen um die begehrte Jade Pounamu
zu erwerben.
Die ersten Europäer, die den See sahen, waren Vermesser, die eine Straße zu den Goldfeldern an der West Coast vermessen sollten. Das Land um den See wurde später von den Europäern vorwiegend als Weide für ausgedehnte Farmen verwendet.
Der See ist nach einem Mitglied der Canterbury Association benannt, der ein Abkömmling des englischen Dichters Samuel Taylor Coleridge war.